# Stupid Girls
«Stupid Girls» es el primer sencillo del álbum I'm Not Dead de la cantante estadounidense de pop, Pink. La canción debutó en el Billboard Hot 100 en el puesto número 24 el 25 de febrero de 2006. En las listas de "ARIA Singles Chart" de Australia debutó en el número cuatro. Dentro de la lista Los 10+ pedidos de MTV Latinoamérica logró alcanzar la posición número siete.

## Información de la canción
Pink ha explicado que ella notó que muchas mujeres cerca de su casa en Los Ángeles aspiran a ser personas parecidas a las celebridades del pop, admirando sus talentos. La cantante escribió la canción basándose en lo que ella llama la falta de buenos roles o papeles para las mujeres de hoy en día.

## Lista de canciones
Sencillo
1. «Stupid Girls»
2. «Heartbreaker»

Maxi single
1. «Stupid Girls» [Versión original] – 3:16
2. «Stupid Girls» [D Bop Dance Remix] – 6:51
3. «Stupid Girls» [Junior Vasquez & Dynamix Remix - Club Mix] – 8:58
4. «Stupid Girls» [Noize Trip Remix] – 3:13

## Video musical
El video musical fue dirigido por Dave Mayers y estrenado en TRL de MTV el 30 de enero de 2006. El video se consideró retirado en la versión polaca de MTV TRL.
El vídeo muestra a Pink convertida a la misma vez en un ángel y un diablo que tratan de influenciar a una niña que representa la futura mujer adolescente. El ángel, quien está vestido al estilo reconocido de Pink, le muestra lo bueno de ser una mujer empeñosa y luchadora, mientras que el diablo le muestra lo bien que viven las chicas creídas y materiales. Durante el video se puede ver a Pink parodiando a las actuales celebridades femeninas "tontas", mientras hace el papel de una mujer desesperada intentando ser como ellas. La niña empieza a ver la televisión, primero se encuentra con una película antigua de modales donde todas las chicas son las mismas y actúan igual, cuando una de ellas trata de ser diferente, su maestra la regaña. Luego podemos ver una de las llamadas "chicas estúpidas" que, al tratar de entrar modelando en una tienda se golpea con la puerta de vidrio. Al mismo tiempo aparece Pink vestida como candidata presidencial preguntándose qué ha pasado con el viejo sueño de las mujeres de llegar a ser Presidentes. Se puede notar una referencia a Fergie bailando de forma sexy junto al rapero 50 cent. Mientras, la "chica estúpida" de antes, se dirige a comprar un pequeño perrito, obvia parodia de París Hilton y su perro Tinkerbell mientras en la canción se menciona a los enfermantes perros de este tipo de mujeres quienes los llevan a todos lados en sus bolsos como si fueran peluches. Al mismo tiempo,se puede ver a Pink simulando ser una de las tantas chicas que pretenden ser como las celebridades y tras entrar en una sala de bronceado, se da cuenta de que se ve completamente ridícula. También en ese instante una joven se encuentra jugando al bowling con su novio en el momento que otra se acerca a arrojar una bola haciendo que el chico pose su mirada en los grandes senos de esta última. La otra joven, al sentirse disminuida, tira de una cinta de su ropa que hace que se inflen sus propios senos para recuperar la atención de su novio.
En una sala de operaciones, la "Pink desesperada por imitar a las celebridades" se encuentra atravesando una operación reconstructora para mejorar varias partes de su cuerpo. En ese momento, la niña sigue observando junto a las Pink diablo y ángel. Esta última le muestra a  una chica jugadora de rugby que lucha por atravesar las dificultades y lograr sus sueños, mientras que la "chica estúpida" es una pelirroja que va manejando su auto último modelo pintándose los labios despreocupadamente mientas atropella a múltiples personas, es una referencia a Lindsay Lohan.  La Pink que se esfuerza por ser una de ellas, se encuentra ya en un gimnasio corriendo en una cinta. Hasta que ve al entrenador fijar la atención en una chica de al lado. Para lograr la misma atención, se saca la camiseta para que su entrenador la mire a ella. Sin éxito, comienza a correr más rápido y se ubica frente a él con tanta desesperación que se pisa su propio pantalón haciendo que éste se rompa y quede al descubierto su ropa interior la cual contiene la frase «say no to food» (en español: «dile no a la comida») Una joven, preocupada porque ha consumido más de 300 calorías, entra a un baño y se encuentra con otra que está vomitando introduciéndose un cepillo de dientes en la garganta. Al verla le pide el cepillo para hacer lo mismo y así poder estar delgada. Una chica grabando un vídeo para adultos con su novio es otra obvia referencia a París Hilton y su película 1 Night in Paris y una lavando un auto de manera sensual es referencia a Jessica Simpson en su video de los dukes de hazzard
Al final, vemos una mujer horrible y vieja que parece una barbie o Pamela Anderson, como consecuencia de lo que se podría llegar a convertir la niña si no sigue los consejos del ángel. En el momento de escoger entre un balón de fútbol (que representa la mujer que lucha por sus sueños) y una barbie (que representa una mujer dependiente y estúpida), la pequeña escoge el balón, lo que alegra enormemente al ángel y hace que derrote al diablo.

## Posicionamientos
| Año  | Conteo                           | Posición |
| ---- | -------------------------------- | -------- |
| 2006 | TRL Poland                       | 1        |
| 2006 | Finland Top 20 Singles           | 1        |
| 2006 | Disk Mtv Brazil                  | 1        |
| 2006 | Venezuela Hit Parade             | 1        |
| 2006 | Norwegian Top 20 Singles         | 2        |
| 2006 | Swiss Singles Top 100            | 2        |
| 2006 | Austrian Singles Top 75          | 3        |
| 2006 | TRL Italy                        | 3        |
| 2006 | Australian ARIA Singles Charts   | 4        |
| 2006 | Germany Top 100                  | 5        |
| 2006 | United World Track Sales         | 5        |
| 2006 | Top 20 Mtv Brazil                | 5        |
| 2006 | U.S. Hot Videoclip Tracks        | 5        |
| 2006 | UK Radio Airplay Chart           | 5        |
| 2006 | Ireland Top 50 Singles           | 5        |
| 2006 | Top Of The Pops                  | 5        |
| 2006 | Brazil Hot 100 Singles           | 6        |
| 2006 | TRL U.S.                         | 6        |
| 2006 | New Zealand RIANZ Top 50 Singles | 7        |

| Año  | Conteo                    | Posición |
| ---- | ------------------------- | -------- |
| 2006 | U.S. Hot Digital Songs    | 7        |
| 2006 | Mexican Ditial Sales      | 7        |
| 2006 | Italy Top 20 Singles      | 7        |
| 2006 | Spanish Singles Chart     | 9        |
| 2006 | Dutch Top 40              | 9        |
| 2006 | Canadian Singles Chart    | 10       |
| 2006 | U.S. Hot Digital Tracks   | 12       |
| 2006 | French Top 100 Singles    | 13       |
| 2006 | U.S. Billboard Hot 100    | 13       |
| 2006 | U.S. Hot Dance Airplay    | 13       |
| 2006 | U.S. Pop 100              | 14       |
| 2006 | Belgium UltraTop 50       | 16       |
| 2006 | Mexican Hot 100           | 16       |
| 2006 | Swedish Top 60 Singles    | 16       |
| 2006 | U.S. Top 40 Mainstream    | 17       |
| 2006 | Brazil Top 40 Dance Traxx | 17       |
| 2006 | U.S. Hot Dance Club Play  | 19       |
| 2006 | U.S. Pop 100 Airplay      | 21       |
| 2006 | U.S. Adult Top 40         | 25       |
| 2006 | N.P. Top 100              | 37       |
| 2006 | Los 10+ pedidos (México)  | 7        |